# Медный карьер Токепала
Токепала — крупный открытый рудник в Перу, регион Такна.
Кроме разработки медных залежей, в нём ведётся добыча молибдена, рения и серебра. На 2014 год карьер Токепала — диаметром 2,5 километра и глубиной более 500 метров. Один из крупнейших карьеров в мире. Добываемая руда обогащается на фабриках, при карьерах «Токепала» (40,5 тысяч тонн руды в сутки).
Разрабатывается компанией Southern Copper Corporation, которая владеет также медным карьером Куахоне, расположенном примерно в 25 км к югу от Токепала.
В 2015 году было одобрено расширение разработок, стоимость которого может составить 1,2 млрд долларов. Ожидается увеличение добычи до 120 тысяч тонн концентрата в день с 60 тысяч тонн.